# Năng lượng ở Thái Lan
Năng lượng ở Thái Lan đề cập đến năng lượng và sản xuất điện, tiêu dùng, nhập khẩu và xuất khẩu ở Thái Lan. Theo Bộ Năng lượng Thái Lan, tiêu thụ năng lượng chính của đất nước là 75,2 triệu Mtoe (tương đương triệu tấn dầu) trong năm 2013, tăng 2,6% so với năm trước. Theo British Petroleum, mức tiêu thụ năng lượng là 115,6 triệu Mtoe vào năm 2013.

## Tổng quan
Thái Lan sản xuất khoảng một phần ba lượng dầu tiêu thụ. Đây là nhà nhập khẩu dầu lớn thứ hai ở Đông Nam Á. Thái Lan là nước sản xuất khí thiên nhiên lớn, với trữ lượng ít nhất 10 nghìn tỷ feet khối. Sau Indonesia, đây là nhà sản xuất than lớn nhất Đông Nam Á, nhưng phải nhập thêm than để đáp ứng nhu cầu trong nước.

## Điện
90% công suất phát điện của Thái Lan là từ nhiệt điện. Các nhà máy đốt dầu đã được thay thế bằng khí đốt thiên nhiên, tính đến năm 2016, chiếm 60% nguồn sản xuất điện. Các nhà máy đốt than sản xuất thêm 20%, phần còn lại từ sinh khối, thủy điện và khí sinh học.
| Dầu  | Khí thiên nhiên | Than | Năng lượng hạt nhân | Thủy điện | Năng lượng tái tạo | Tổng  |
| ---- | --------------- | ---- | ------------------- | --------- | ------------------ | ----- |
| 50,4 | 47,0            | 16,0 | 0                   | 1,3       | 1,0                | 115,6 |

Các chuyên gia năng lượng làm việc cho WWF đã tính toán rằng Thái Lan và bốn nước láng giềng tiểu vùng Sông Mekong Mở rộng có thể đạt được 100% năng lượng tái tạo điện vào năm 2050. Nghiên cứu của họ cho thấy các nước này có thể sản xuất và sử dụng điện từ năng lượng mặt trời, năng lượng gió, khí sinh học và thủy điện dòng chảy. Kết quả của nghiên cứu này xung đột với kế hoạch của chính phủ là giảm giá năng lượng tái tạo.
Nhiệt độ tăng làm tăng nhu cầu điện. Người ta ước tính rằng các thành phố có quy mô như Bangkok có thể nhu cầu nhiều hơn 2 gigawatt điện bổ sung mỗi khi gia tăng nhiệt độ 1 °C do nhu cầu điều hòa không khí gia tăng.

## Dầu

Sản xuất không đủ để đưa nước này gần với sự tự lực.

- Sản xuất: Thái Lan đầu tiên bắt đầu sản xuất dầu năm 1981, khi nước này bắt đầu sản xuất 2.000 barrel (thùng) (84.000 US gallon) mỗi ngày.[6] Đến năm 2013, sản lượng hàng ngày đã tăng lên 459.000 thùng. Trữ lượng dầu dự trữ ước tính khoảng 0,4 nghìn triệu barrel.[2]
- Tiêu thụ: Tiêu thụ của Thái Lan trong năm 2013 là 1,2 triệu barrel / ngày, tăng 2% so với năm trước.[2]

## Khí thiên nhiên

Phần lớn khí thiên nhiên của nước này được nhập khẩu.

Khí thiên nhiên chiếm khoảng 60% sản lượng điện của Thái Lan
Mỏ khí thiên nhiên Erawan ở Vịnh Thái Lan cung cấp khoảng 20% sản lượng khí thiên nhiên của Thái Lan. Mỏ này ước tính có công suất 885 triệu cf mỗi ngày.

## Than
Năm 2013, Thái Lan sản xuất khoảng 18 triệu tấn than nâu và nhập khẩu khoảng 19 triệu tấn than bitum. Tất cả than nâu và sáu triệu tấn than bitum được sử dụng để sản xuất điện, phần còn lại được sử dụng trong công nghiệp.

## Năng lượng tái tạo

### Điện năng lượng mặt trời
Vào tháng 3 năm 2016, chính phủ Thái Lan đã phê duyệt cho các ngôi nhà và các tòa nhà thương mại được lắp đặt các tấm pin mặt trời. Mỗi ngôi nhà sẽ được phép tạo ra 10 kW và mỗi nhà máy 40 kW. Với khu vực tư nhân, mặc dù với nguồn năng lượng mặt trời dồi dào của Thái Lan, trước đây không có quyền lắp đặt thiết bị phát điện. Kế hoạch của chính phủ là đưa ra các quy định vào tháng 3, tổ chức các phiên điều trần công khai vào tháng 4 và triển khai chương trình vào mùa hè năm 2016. Dự kiến phát điện vào cuối năm 2016 hoặc đầu năm 2017.

### Nhiên liệu sinh học
Chính phủ đang thúc đẩy sản xuất dầu diesel sinh học từ dầu cọ được pha trộn với dầu diesel thông thường với mục đích giảm nhập khẩu xăng dầu. Mục tiêu sản xuất là 5,97 triệu lít / ngày vào năm 2021.

## Năng lượng hạt nhân
Thái Lan không có nhà máy điện hạt nhân. Trước đó, kế hoạch sản xuất 5 gigawatt điện vào năm 2025 sử dụng công nghệ hạt nhân đã được thu nhỏ lại thành 2 GW sau thảm họa Fukushima.
Khi những dư âm về sự cố Fukushima bớt đi, sự quan tâm dành cho năng lượng hạt nhân đã hồi sinh. Bảy quốc gia ASEAN, kể cả Thái Lan, đã ký thỏa thuận hợp tác với Rosatom, cơ quan năng lượng hạt nhân của Nga. Cơ quan phát điện Thái Lan (EGAT) đang làm việc với Trung Quốc, Nhật Bản và Hàn Quốc về công nghệ sản xuất điện hạt nhân và đã gửi 100 chuyên gia để đào tạo cho các dự án nhà máy điện hạt nhân. EGAT lên kế hoạch làm sản lượng điện hạt nhân chiếm đến 5% sản lượng điện của đất nước vào năm 2036.

## Kế hoạch phát triển ngành điện của Thái Lan, từ 2015-2036
Theo Kế hoạch phát triển ngành điện của Thái Lan cho giai đoạn 2015-2036, quốc gia dự định xây thêm 20 nhà máy điện chạy bằng khí (17.728 MWe), chín nhà máy điện chạy bằng "than sạch" (7.390 MWe) và 14.206 MW từ các trạm năng lượng tái tạo, bao gồm cả thủy điện, một phần lớn trong số đó sẽ được nhập khẩu từ Lào hoặc Myanmar. Việc có thêm đến hai nhà máy hạt nhân cũng nằm trong kế hoạch.
Các nhà phê bình tính rằng nhu cầu năng lượng được phóng đại. Thái Lan có kế hoạch cho một khoản dự trữ - số lượng năng lượng có sẵn trên đó được sử dụng ở nhu cầu cao nhất - 15%. Tuy nhiên, kế hoạch xác định tỷ lệ dự trữ cao tới 39% trong một vài năm. Nguyên nhân chính là Thái Lan thường xuyên đánh giá quá cao sự tăng trưởng kinh tế của đất nước, giả sử nó là hơn 4% khi trong khi quá khứ là 3%.
Vai trò của thủy điện nhập khẩu cũng là vấn đề. Trong năm 2015, thủy điện chiếm khoảng 7% sản lượng điện của Thái Lan. Theo kế hoạch, nó sẽ tăng lên 15% - 20% vào năm 2036 và điện từ thủy điện bổ sung sẽ được nhập khẩu từ đập Xayaburi trên sông Mekong và từ các đập Hat Gyi và Mong Ton ở Myanmar. Trong khi các nguồn này có thể trông sạch trên bảng cân đối của Thái Lan, thì các tác động môi trường, tàn phá đến người dân địa phương chỉ đơn giản đó là nguồn thuê ngoài.
Nhiều người đã hỏi tại sao Thái Lan theo đuổi một số nhà máy điện than rất lớn khi có thể áp dụng các lụa chọn an toàn hơn, có thể rẻ hơn, chẳng hạn như lò phản ứng sinh khối, như nhà máy 40 MWe do Double A ở Prachinburi sử dụng bằng gỗ và các loại gỗ vụn. Câu trả lời có thể nằm trong thực tế là các dự án lớn tập trung lớn sẽ mang lại lợi ích cho hệ thống phê duyệt dự án tập trung. Với tỷ lệ tham nhũng của khu vực công là 25%, theo Phòng Thương mại Thái Lan, họ có thể rất có lợi cho các quan chức vô đạo đức.